# Položajna temeljna geodetska mreža Slovenije
Položajna temeljna geodetska mreža Slovenije je v geodeziji sistem, ki omogoča izmero in uporabo geodetskih podatkov v Sloveniji.
Geodetska mreže vsebujejo več vrst geodetskih točk glede na točnost njihovih koordinat in način njihove določitve: trigonometrične točke od 0. reda (najpomembnejše točke) do 4. reda, poligonometrične točke in navezovalne točke. 

## Državna geodetska mreža mreža ničtega reda
Kombinirano geodetsko mrežo sestavlja šest točk, ki so približno enakomerno razporejene po celotnem ozemlju države na medsebojnih razdaljah približno 100 km. To so točke Prilozje (Bela krajina), Areh (Pohorje, Frajham), Kog (Prlekija), Korada (Goriška Brda, Zapotok), Šentvid pri Stični (Dolenjska) in Koper (Primorska, na mareografski opazovalnici Agencije RS za okolje). 
Ključna merila za izbor lokacij teh točk so bila geološka primernost lokacije, krajevna stabilnost terena in možnost kakovostnega izvajanja geodetskih meritev (odprto obzorje, odsotnost virov elektromagnetnega sevanja).